# Alexandre Montez
Pour les articles homonymes, voir Montez.
Alexandre Montez, né le 6 janvier 2002, est un coureur cycliste portugais. Il est membre de l'équipe Credibom-LA Alumínios-Marcos Car.

## Biographie
Alexandre Montez est né dans une paroisse d'Alcanede. Durant sa jeunesse, il se consacre d'abord au triathlon,. Il participe à ses premières compétitions en 2013. Sélectionné en équipe nationale, il dispute les Jeux olympiques de la jeunesse de 2018, où il termine premier du relais mixte et deuxième de l'épreuve individuelle,. En 2020, il devient champion d'Europe juniors en relais mixte, avec plusieurs compatriotes. Il remporte aussi ce titre en 2021. Durant cette même saison, il se classe deuxième de son championnat national. 
En parallèle du triathlon, il commence à se consacrer au vélo. En 2020, il se classe deuxième du Portugal de la course de côte chez les juniors. L'année suivante, il intègre ensuite l'équipe continentale LA Alumínios-Credibom-Marcos Car, après avoir été repéré par le directeur sportif Hernâni Brôco. Avec cette formation, il se fait remarquer en terminant septième et meilleur jeune du Tour du Portugal de l'Avenir.
En 2023, il abandonne définitivement le triathlon pour privilégier le cyclisme. Avant de s'attaquer à la route, il devient champion du Portugal de cyclo-cross espoirs durant l'hiver. Au niveau national, il brille de nouveau sur le Tour du Portugal de l'Avenir en terminant troisième de l'étape reine et sixième du classement général. Il finit également troisième du championnat du Portugal sur route espoirs, ou encore dixième du Tour de l'Alentejo, inscrit au calendrier de l'UCI. Grâce à ses bonnes performances, il est sélectionné en équipe nationale. Il participe ainsi au Tour de l'Avenir, aux championnats du monde espoirs et à la Course de la Paix espoirs, où il se classe dix-septième du classement général. 
Lors de la saison 2024, il confirme ses aptitudes en terminant deuxième du Classica da Arrábida et troisième du Tour du Portugal de l'Avenir. Chez les élites, il dispute son premier Tour du Portugal.

## Palmarès en cyclisme

### Par année
- 2020
  - 2e du championnat du Portugal de la course de côte juniors
- 2023
  -  Champion du Portugal de cyclo-cross espoirs
  - 3e du championnat du Portugal sur route espoirs
- 2024
  - Coupe du Portugal espoirs[6]
  - 2e du Classica da Arrábida
  - 3e du Tour du Portugal de l'Avenir

### Classements mondiaux
| Année                                 | 2023  | 2024  |
| ------------------------------------- | ----- | ----- |
| Classement mondial                    | 1687e | 1446e |
| UCI Europe Tour                       | 1098e | nc    |
|                                       |       |       |
| Légende : nc = non classéSource : UCI |       |       |

## Palmarès en triathlon
Le tableau présente les résultats les plus significatifs (podium) obtenus sur le circuit national élite de triathlon depuis 2021.
| Année | Compétition             | Pays     | Position          | Temps           |
| ----- | ----------------------- | -------- | ----------------- | --------------- |
| 2021  | Championnat du Portugal | Portugal | Médaille d'argent | 1 h 49 min 52 s |